# جاي شوارتز
جاي شوارتز (بالإنجليزية: Jay Schwartz)‏ هو ملحن أمريكي، ولد في 1965.

## وصلات خارجية
- جاي شوارتز على موقع ميوزك برينز (الإنجليزية)
- جاي شوارتز على موقع ديسكوغز (الإنجليزية)